# Pullman London St Pancras
L'hôtel Pullman London St Pancras est un hôtel 4 étoiles faisant partie de la chaîne hôtelière Pullman, propriété du groupe AccorHotels. Il est situé à Londres, près de la British Library, à proximité de la gare Saint-Pancras. L'hôtel Pullman London St Pancras possède et gère le Shaw Theatre adjacent.

## Historique
L'hôtel Pullman London St Pancras abritait à l'origine en 1971 la mairie et la bibliothèque de l'arrondissement de Camden avant d'être transformé en hôtel, le Shaw Park Plaza. Il a été plus tard été acheté par le groupe AccorHotels et a opéré sous le nom Novotel Euston avant d'être renommé Novotel London St Pancras à la suite de l'arrivée de l'Eurostar à la gare de Saint-Pancras.
En septembre 2012 l'hôtel a changé d'enseigne après d'importants travaux de transformation et devient le Pullman London St Pancras. L'hôtel est le premier hôtel de l'enseigne Pullman ouvert au Royaume-Uni.